# Кејт Винслет
Кејт Елизабет Винслет (енгл. Kate Elizabeth Winslet; Рединг, 5. октобар 1975) је британска филмска и телевизијска глумица. Прву улогу добила је 1991. године у ТВ-серијалу Dark Season, а 1994. године дебитовала је на филму у Небеским створењима. Пажњу филмских критичара привукла је захваљујући романтичној драми Разум и осећајност, а публике улогом Роуз у култном историјском спектаклу Титаник. Остали познати филмови у којима је глумила су: Ајрис, Вечни сјај беспрекорног ума, У потрази за Недођијом, Интимне ствари и Револуционарни пут.
Винслетова је 2008. године за улогу у филму Читач добила награду BAFTA, Златни глобус и Оскар за најбољу главну глумицу. То јој је била шеста по реду у каријери номинација за Оскарa, те се Кејт сматра најнаграђиванијом глумицом млађе генерације. За улогу у мини-серији Милдред Пирс из 2011. године. Винслетова је награђена Емијем за најбољу главну глумицу.

## Каријера

### Прве улоге
Кејт Винслет је каријеру започела 1991. године улогама у дечјој научнофантастичној серији Dark Season и у ситкому Get Back. Три године касније прошла је на кастингу за филм Небеска створења, у конкуренцији од 175 девојака. Улога је захтевала певање, а Винслетова је све изненадила доказавши да и за то има талента. Отпевала је арију Sono Andati из опере Боеми и проглашена британском глумицом године, а добила је похвале и од Вашингтон поста. Следеће године конкурише за малу улогу у раскошном филму Разум и осећајност, али добија улогу Маријане Дешвуд, која је други главни лик у роману. Партнери у филму су јој били Ема Томпсон и Хју Грант, а редитељ Анг Ли. Ли је ипак био забринут како ће она изнети улогу па је терао да вежба тајђићуен, чита готичке романе и учи да свира клавир. Критичари су високо оценили њену глуму, и Кејт је добила своје прве велике награде – Награду BAFTA и Награду Удружења филмских глумаца за најбољу глумицу у споредној улози. Била је још номинована и за Златни глобус и Оскар.

### 1995—1999:Титаник
Године 1996. Винслетова је играла у финансијским промашајима: трилеру Џуд и раскошној историјској драми Хамлет и за обе изведбе добила одличне критике. Колумниста Тајма рекао је да је камера просто обожава и да је Кејт испред свог времена. Улога Офелије донела јој је другу награду Емпајер за најбољу глумицу. У другој половини '96. добила је главну женску улогу у филму Титаник редитеља Џејмса Камерона. Титаник је замишљен као скуп историјски спектакл, редитељ је био амбициозан а очекивања од глумаца била су велика. Кејт је након снимања изјавила: „Филм је био потпуно другачији од свега што сам радила, и ништа ме није могло припремити за улогу. Били смо заиста уплашени целом том авантуром. Џим (Камерон) је перфекциониста и прави геније када је у питању прављење филмова“. Титаник је постао филм са највећом зарадом свих времена, а Винслетова је била номинована за све веће филмске награде. Једна од њих била је и Оскар за најбољу главну глумицу, и иако је ова била фаворит, награда је отишла у руке Хелен Хант. Ипак, Винслетовој је овај филм донео светску славу, те је постала изузетно тражена и популарна холивудска глумица.

## Филмографија
| Улоге Кејт Винслет  |                               |               |                       | |
| Година              | Српски назив                  | Изворни назив | Улога                 | Напомена |
| 1994.               | Небеска створења              |               | Џулијет Хјум          | Награда Емпајер за најбољу британску глумицу |
| 1995.               | Разум и осећајност            |               | Меријен Дашвуд        | БАФТА за најбољу глумицу у споредној улози Награда Удружења филмских глумаца за најбољу глумицу у споредној улози номинација - Оскар за најбољу глумицу у споредној улози номинација - Златни глобус за најбољу споредну глумицу у играном филму номинација - Награда Удружења филмских глумаца за најбољу филмску поставу |
| 1995.               | Клинац на двору краља Артура  |               | принцеза Сара         | |
| 1996.               | Џуд                           |               | Су Брајдхед           | |
| 1996.               | Хамлет                        |               | Офелија               | Награда Емпајер за најбољу британску глумицу номинација - Награда Сателит за најбољу глумицу у споредној улози |
| 1997.               | Титаник                       |               | Роуз Девит Бјукетер   | Награда Емпајер за најбољу британску глумицу номинација - Оскар за најбољу глумицу у главној улози номинација - Златни глобус за најбољу главну глумицу у играном филму (драма) номинација - Награда Удружења филмских глумаца за најбољу глумицу у главној улози номинација - Награда Удружења филмских глумаца за најбољу филмску поставу номинација - Награда Сателит за најбољу глумицу у главној улози номинација - Онлајн награда Друштва филмских критичара за најбољу главну женску улогу номинација - МТВ филмска награда за најбољу улогу номинација - МТВ филмска награда за најбољи филмски дуо номинација - МТВ филмска награда за најбољи пољубац                                                       |
| 1998.               | Авантура у Мароку             |               | Џулија                | номинација - Награда Емпајер за најбољу британску глумицу |
| 1999.               | Вилењаци                      |               | Бриџид                | |
| 1999.               | Свети дим                     |               | Рут Барон             | номинација - Награда Удружења њујоршких филмских критичара за најбољу глумицу |
| 2000.               | Пера                          |               | Мадлен 'Мади' Леклерк | номинација - Награда Удружења филмских глумаца за најбољу глумицу у споредној улози номинација - Награда Сателит за најбољу глумицу у споредној улози номинација - Награда Емпајер за најбољу глумицу |
| 2001.               | Ратна игра                    |               | Мајка/Ени             | кратки филм |
| 2001.               | Енигма                        |               | Хестер Волас          | Награда Емпајер за најбољу британску глумицу номинација - Британска независна филмска награда за најбољу глумицу у главној улози |
| 2001.               | Божићна прича                 |               | Бел                   | глас |
| 2001.               | Ајрис                         |               | млада Ајрис Мердок    | номинација - Оскар за најбољу глумицу у споредној улози номинација - БАФТА за најбољу глумицу у споредној улози номинација - Златни глобус за најбољу споредну глумицу у играном филму номинација - Награда Сателит за најбољу глумицу у споредној улози |
| 2003.               | Скок: Филм                    |               | Клер                  | |
| 2003.               | Живот Дејвида Гејла           |               | Битси Блум            | |
| 2004.               | Вечни сјај беспрекорног ума   |               | Клементајн Кручински  | Награда Емпајер за најбољу британску глумицу Онлајн награда Друштва филмских критичара за најбољу главну женску улогу номинација - Оскар за најбољу глумицу у главној улози номинација - БАФТА за најбољу глумицу у главној улози номинација - Награда Удружења филмских глумаца за најбољу глумицу у главној улози номинација - Златни глобус за најбољу главну глумицу у играном филму (мјузикл или комедија) номинација - Награда Удружења телевизијских филмских критичара за најбољу глумицу у главној улози номинација - Награда Сателит за најбољу глумицу у главној улози номинација - Награда Сатурн за најбољу глумицу (филм) номинација - Награда Удружења њујоршких филмских критичара за најбољу глумицу |
| 2004.               | У потрази за Недођијом        |               | Силвија Луелин Дејвис | номинација - БАФТА за најбољу глумицу у главној улози номинација - Награда Удружења филмских глумаца за најбољу филмску поставу номинација - Награда Удружења телевизијских филмских критичара за најбољу глумицу у споредној улози |
| 2005.               | Романса и цигарете            |               | Тјула                 | |
| 2006.               | Сви краљеви људи              |               | Ен Стентон            | |
| 2006.               | Интимне ствари                |               | Сара Пирс             | номинација - Оскар за најбољу глумицу у главној улози номинација - БАФТА за најбољу глумицу у главној улози номинација - Златни глобус за најбољу главну глумицу у играном филму (драма) номинација - Награда Удружења филмских глумаца за најбољу глумицу у главној улози номинација - Награда Удружења телевизијских филмских критичара за најбољу глумицу у главној улози номинација - Награда Сателит за најбољу глумицу у главној улози номинација - Награда Емпајер за најбољу глумицу номинација - Онлајн награда Друштва филмских критичара за најбољу главну женску улогу |
| 2006.               | Пусти воду да мишеви оду      |               | Рита                  | глас |
| 2006.               | Одмор                         |               | Ајрис Симпкинс        | |
| 2008.               | Лисица и дете                 |               | наратор               | |
| 2008.               | Револуционарни пут            |               | Ејприл Вилер          | Златни глобус за најбољу главну глумицу у играном филму (драма) номинација - БАФТА за најбољу глумицу у главној улози номинација - Награда Удружења филмских глумаца за најбољу глумицу у главној улози номинација - Награда Удружења њујоршких филмских критичара за најбољу глумицу номинација - Онлајн награда Друштва филмских критичара за најбољу главну женску улогу |
| 2008.               | Читач                         |               | Хана Шмиц             | Оскар за најбољу глумицу у главној улози БАФТА за најбољу глумицу у главној улози Златни глобус за најбољу споредну глумицу у играном филму Награда Удружења филмских глумаца за најбољу глумицу у споредној улози Награда Удружења телевизијских филмских критичара за најбољу глумицу у споредној улози номинација - Награда Сателит за најбољу глумицу у главној улози номинација - МТВ филмска награда за најбољу улогу номинација - Награда Удружења интернет филмских критичара за најбољу споредну женску улогу |
| 2011.               | Крвопролиће                   |               | Ненси Кауан           | Награда Удружења бостонских филмских критичара за најбољу глумачку поставу номинација - Златни глобус за најбољу главну глумицу у играном филму (мјузикл или комедија) номинација - Награда Сателит за најбољу глумицу у споредној улози |
| 2011.               | Зараза                        |               | др Ерин Мирс          | |
| 2013.               | Филм 43                       |               | Бет                   | сегмент |
| 2013.               | Празник рада                  |               | Адел Вилер            | номинација - Златни глобус за најбољу главну глумицу у играном филму (драма) |
| 2014.               | Другачија                     |               | Џанин Метјуз          | |
| 2014.               | Мали хаос                     |               | Хана                  | |
| 2015.               | Трилогија Другачија: Побуњени |               | Џанин Метјуз          | |
| 2015.               | Стив Џобс                     |               | Џоана Хофман          | БАФТА за најбољу глумицу у споредној улози Златни глобус за најбољу споредну глумицу у играном филму Награда Варајети номинација - Оскар за најбољу глумицу у споредној улози номинација - Награда Удружења филмских глумаца за најбољу глумицу у споредној улози номинација - Награда Удружења телевизијских филмских критичара за најбољу глумицу у споредној улози номинација - Награда Сателит за најбољу глумицу у споредној улози номинација - Награда Удружења интернет филмских критичара за најбољу споредну женску улогу |
| 2015.               | Кројачица                     |               | Миртл "Тили" Даниџ    | Награда Аустралијског филмског института за најбољу глумицу у главној улози |
| 2016.               | Трострука деветка             |               | Ирина Власлов         | |
| 2022.               | Аватар: Пут воде              |               | Ронал                 | |
| Улоге у ТВ серијама |                               |               |                       | |
| 1991.               | Психијатри                    |               |                       | |
| 1991.               | Мрачна сезона                 |               | Рит                   | 6 епизода |
| 1992.               | Англосаксонски ставови        |               | Керолајн Џенингтон    | мини-серија |
| 1992–1993           | Врати се                      |               | Еленор Свит           | 3 епизоде |
| 1993.               | Трауматологија                |               | Сузана                | епизода: |
| 2004.               | Гордост                       | Pride         | Суки                  | ТВ филм |
| 2005.               | Статисти                      |               | глуми себе            | епизода: Кејт Винслет |
| 2011.               | Милдред Пирс                  |               | Милдред Пирс          | мини-серија Награда Еми за најбољу главну глумицу у мини-серији или ТВ филму Златни глобус за најбољу глумицу у мини-серији или ТВ филму |